# Fakulteta za vede o zdravju
Fakulteta za vede o zdravju (FVZ) je javni visokošolski zavod, članica Univerze na Primorskem. Sedež fakultete in osrednji prostori za izvajanje dejavnosti so v Izoli, Polje 42, ob Splošni bolnišnici Izola, deluje pa tudi v Livadah in ima dislocirano enoto v Vipavi. 

## Zgodovina
- Šola je bila ustanovljena leta 2002 kot Visoka šola za zdravstvo Izola, kjer so začeli izvajati dodiplomski študijski program Zdravstvena nega.

- Leta 2003 je bil sprejet odlok o ustanovitvi Univerze na Primorskem in takratna Visoka šola za zdravstvo postane ustanovna članica univerze.

- Oktobra 2006 se je začel izvajati študijski program Zdravstvena nega v dislocirani enoti šole v Šempetru pri Gorici.

- V letu 2007 se je začelo z izvajanjem visokošolskega strokovnega študija Prehransko svetovanje - Dietetika.
- Leta 2008 se je začelo z izvajanjem podiplomskega (magistrskega) študijskega programa Zdravstvena nega.
- Leta 2011 se je Visoka šola za zdravstvo Izola preimenovala v Fakulteto za vede o zdravju ter začela izvajati magistrski študijski program Dietetika.
- Leta 2017 preidejo študijski programi 1., 2. in 3. stopnje Aplikativne kineziologije v izvajanje Fakultete za vede o zdravju. Prej je omenjeni program izvajala Fakulteta za naravoslovje, matematiko in informacijske tehnologije Koper.
- Leta 2019 kot prva visokošolska ustanova v Sloveniji prične z izvajanjem univerzitetnega študijskega programa Fizioterapija.
- Leta 2020 se začne izvajanje podiplomskih študijskih programov 2. stopnje Športna vzgoja in Fizioterapija, ter študijskega programa 3. stopnje Preventiva za zdravje.
- V 2021 se študijski program Zdravstvena nega preseli iz Nove Gorice v nove prostore disclocirane enote UP FVZ v Vipavi.

## Študijski programi

### Študijski programi 1. stopnje:
- Aplikativna kineziologija (univerzitetni študij)
- Fizioterapija (univerzitetni študij)
- Zdravstvena nega (visokošolski strokovni študij)
- Prehransko svetovanje - dietetika (visokošolski strokovni študij)

### Študijski programi 2. stopnje:
- Aplikativna kineziologija
- Zdravstvena neg
- Dietetika (do študijskega leta 2022/23)
- Dietetika in klinična prehrana (od študijskega leta 2023/24)
- Fizioterapija
- Športna vzgoja

### Študijski program 3. stopnje:
- Preventiva za zdravje

## Knjižnica Fakultete za vede o zdravju

### Zgodovina
Knjižnica UP VŠZI je pričela delovati v študijskem letu 2005/2006 z namenom podpore študijskemu in raziskovalnemu procesu na UP VŠZI. Namenjena je študentom, visokošolskim učiteljem, ostalim zaposlenim na UP VŠZI ter drugim uporabnikom.
Danes knjižica FVZ deluje v okviru centralne enote Univerzitetne knjižnice Univerze na Primorskem.

### Gradivo in ureditev knjižnice
Zbirka knjižnice šteje 5426 enot knjižničnega gradiva z različnih področij. Knjižnica uporabnikom nudi širok izbor slovenskih in tujih znanstvenih ter strokovnih revij. Iz računalnikov na Visoki šoli za zdravstvo Izola je možen tudi dostop do gradiva v elektronski obliki; do zbirk podatkov, kot so CINAHL, Wiley Online Library, The Cochrane Library (nudi klinične študije), SpringerLink, Proquest itd. Vse gradivo je v prostem pristopu. Knjižnica je del slovenske vzajemne bibliografsko-kataložne baze podatkov (COBIB.SI) in s tem tudi del virtualne knjižnice Slovenije (COBISS.SI). V tihi čitalnici sta na voljo uporabnikom dve računalniški mesti za študij ter v preddverju knjižice je na voljo še šest računalnikov za delo študentov.